# Jozef Mihál
Jozef Mihál (ur. 18 marca 1965 w Bratysławie) – słowacki polityk, poseł do Rady Narodowej, wicepremier oraz minister pracy, spraw społecznych i rodziny w rządzie Ivety Radičovej, poseł do Parlamentu Europejskiego IX kadencji.

## Życiorys
W latach 1983–1988 studiował na wydziale matematyki i fizyki Uniwersytetu Komeńskiego w Bratysławie. Przez kilkanaście lat pracował jako analityk w prywatnej firmie. W latach 2005–2006 pełnił funkcję doradcy ministra zdrowia w trakcie prac nad reformą systemu ubezpieczeń społecznych. W 2007 rozpoczął prowadzenie własnej działalności gospodarczej w zakresie doradztwa gospodarczego.
Był jednym z liderów partii Nadzieja. W wyborach w 2010 uzyskał mandat poselski z ramienia nowego ugrupowania Wolność i Solidarność. 9 lipca 2010 objął funkcję wicepremiera oraz ministra pracy, spraw społecznych i rodziny w rządzie Ivety Radičovej. W 2012 i 2016 ponownie był wybierany do słowackiego parlamentu.
W 2018 został wiceprzewodniczącym nowego ugrupowania SPOLU. W marcu 2020, po uprzedniej porażce tej partii w wyborach krajowych, powrócił do Wolności i Solidarności. W tym samym miesiącu objął stanowisko sekretarza stanu w resorcie pracy, spraw społecznych i rodziny w rządzie Igora Matoviča. Zrezygnował z tej funkcji już w kolejnym miesiącu. W 2023 związał się z formacją Demokraci (powstałą z przekształcenia SPOLU).
W 2019 kandydował do PE z listy koalicji PS-SPOLU; mandat europosła IX kadencji objął w październiku 2023.